# Гогланд, Герман
Герман Гогланд (нидерл. Herman Hoogland, 31 октября 1891, Утрехт — 25 ноября 1955, Утрехт) — второй чемпион мира по международным шашкам с 1912 по 1925 год. Первый обладатель мирового титула из Нидерландов. Чемпион Нидерландов (1913). Гроссмейстер Голландии по шашкам.

## Биография
Герман Гогланд довольно рано добился спортивных успехов в стоклеточных шашках. Уже в 17 лет он занял второе место в чемпионате Нидерландов 1908 года, пропустив вперед себя только Джека де Гааза, ставшего постоянным соперником Гогланда в национальных чемпионатах. В 1911 году Гогланд вызвал на матч чемпиона мира И. Вейса. Вейс в матче выиграл, но с почётным для Гогланда счётом +2-1=7. В декабре того же года Гогланд снова занимает второе место в чемпионате Голландии. А уже в следующем году Гогланд завоевал титул чемпиона мира на чемпионате проведённом в Роттердаме, опередив де Гааза, Вейса и Молимара. В 1913 году Гогланд завоевал и титул чемпиона Нидерландов.
В дальнейшем спортивные результаты Гогланда пошли на убыль: в чемпионатах Нидерландов 1916 и 1919 г. он занял соответственно 2-е и 3-е место.
Из-за начавшейся Первой мировой войны чемпионаты мира не проводились 13 лет, в течение которых Гогланд сохранял свой титул. На чемпионате мира в Париже в 1925 году Гогланд занял 6-е место: сыграв вничью все партии первого круга и первую партию второго (с Келлером), Гогланд сообщил, что ему «необходимо по делам вернуться домой», предложил ничьи (без игры) в оставшихся восьми партиях, они были приняты, — и уехал. Представители французской и голландской федераций поначалу всерьёз рассматривали вопрос о формах наказания чемпиона мира за выход из турнира, но в конце концов отказались от этой мысли.
С 1923 года Гогланд стал пропагандировать реформу шашек, которая по его мысли должна была спасти игру от «ничейной смерти». Согласно его предложению дамка должна была получить право бить не только по диагонали, но и по вертикали и горизонтали. Из крупных мастеров идея Гогланда была поддержана де Гаазом. Сначала Гогланд применял новое правило на 100-клеточной доске, а затем перенёс его на 64-клеточную. С 1938 года Гогланд начал издавать журнал «Checkerwereld — Checkerworld», посвященный реформированным шашкам. Он даже создал федерацию новой игры, в которую вошло 120 членов. Но новое правило оказалось слишком чуждо исторически сложившимся принципам шашечной игры и не завоевало себе популярность. После смерти Гогланда в 1955 году федерация распалась, а журнал перестал издаваться.
Герман Гогланд в шашках отличался научным подходом и принадлежал к позиционной школе игры. С 1912 года после партии с де Гаазом Гогланд последовательно применял различные приёмы атаки на поле 22 со стороны белых и поле 29 со стороны чёрных. Эти приёмы были взяты на вооружение многими ведущими шашистами мира и получили общее название «системы или атаки Гогланда».